# Chapelle (Cheiry)
Chapelle (toponimo francese, fino al 1953 Chapelle-près-Surpierre) è una frazione di 69 abitanti del comune svizzero di Cheiry, nel Canton Friburgo (distretto della Broye).

## Storia

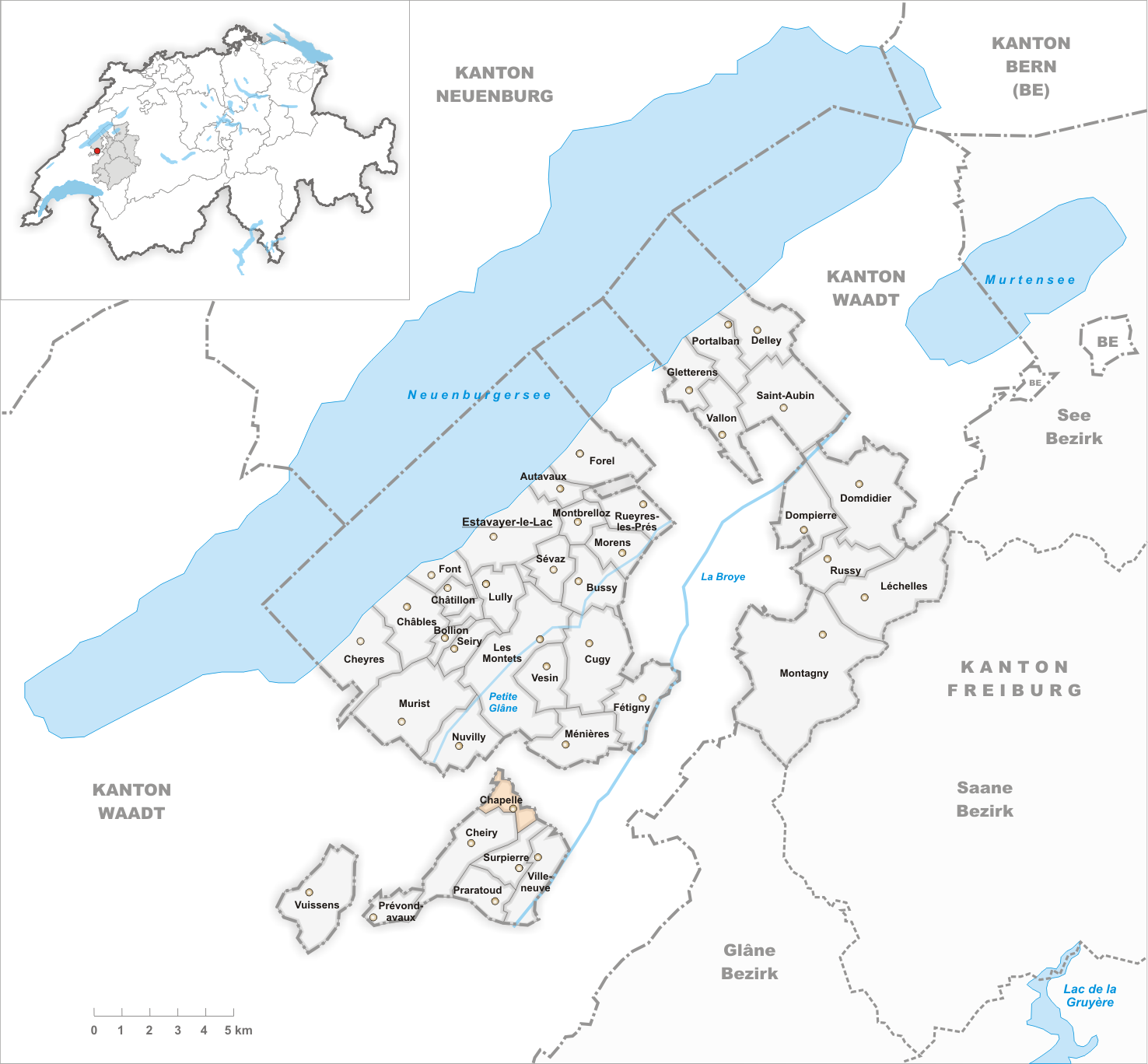
Il territorio del comune di Chapelle prima degli accorpamenti comunali del 2005

Già comune autonomo, in passato chiamato  Chapelle-près-Surpierre e che comprendeva anche le frazioni di Coumin-Dessous e Coumin-Dessus, nel 2005 è stato accorpato a Cheiry.

## Monumenti e luoghi d'interesse

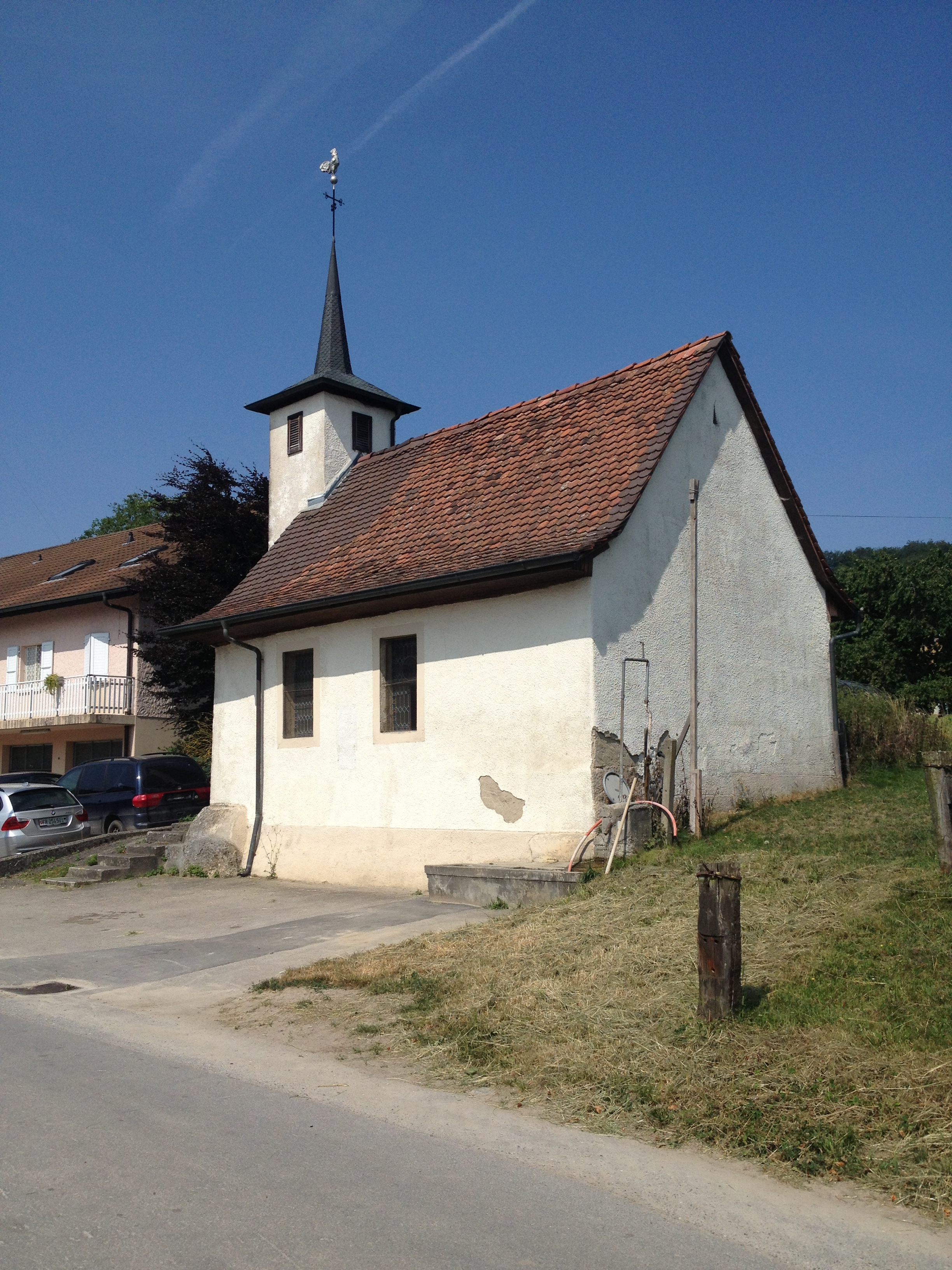
La cappella cattolica dei Santi Brigitta, Claudio e Guarino

- Cappella cattolica dei Santi Brigitta, Claudio e Guarino, attestata dal XVII secolo[1].

## Società

### Evoluzione demografica
L'evoluzione demografica è riportata nella seguente tabella:
Abitanti censiti

## Amministrazione
Ogni famiglia originaria del luogo fa parte del comune patriziale che ha la responsabilità della manutenzione di ogni bene comune.